# Institut de la Francophonie pour la médecine tropicale
Pour les articles homonymes, voir IFMT.
L'Institut de la Francophonie pour la médecine tropicale (IFMT) est un institut international en médecine tropicale situé à Vientiane, au Laos. Il est l'un des six institut créés par l’Agence universitaire de la Francophonie en janvier 2000 pour en partie répondre à une demande laotienne en formation de cadres supérieurs en médecine tropicale et pour aider à l’émergence d'enseignants et de chercheurs en médecine tropicale laotiens de calibre international au niveau universitaire.